# Bracksjön
Bracksjön är en sjö i Åsele kommun i Lappland och ingår i Gideälvens huvudavrinningsområde. Sjön har en area på 0,248 kvadratkilometer och ligger 308 meter över havet.

## Delavrinningsområde
Bracksjön ingår i det delavrinningsområde (712899-160334) som SMHI kallar för Utloppet av Bracksjön. Medelhöjden är 364 meter över havet och ytan är 1,59 kvadratkilometer. Räknas de 3 avrinningsområdena uppströms in blir den ackumulerade arean 28,74 kvadratkilometer. Vattendraget som avvattnar avrinningsområdet har biflödesordning 4, vilket innebär att vattnet flödar genom totalt 4 vattendrag innan det når havet efter 154 kilometer. Avrinningsområdet består mestadels av skog (52 procent) och sankmarker (17 procent). Avrinningsområdet har 0,25 kvadratkilometer vattenytor vilket ger det en sjöprocent på 15,6 procent.